# Marsac (Charente)
Pour les articles homonymes, voir Marsac.
Marsac est une commune du Sud-Ouest de la France, située dans le département de la Charente (région Nouvelle-Aquitaine).
Ses habitants sont les Marsacois et les Marsacoises.

## Géographie

### Localisation et accès
Marsac est une commune située 12 km au nord-ouest d'Angoulême, au bord de la Charente.
Le bourg de Marsac est aussi à 4 km à l'ouest de Vars, 8 km de Saint-Amant-de-Boixe, chef-lieu de son canton et 12 km au sud-est de Rouillac.
La D 939, route d'Angoulême à Rouillac et Saint-Jean-d'Angély, traverse le sud-ouest de la commune et passe en haut du bourg. La D 96 relie cette dernière au bourg et va en direction de Montignac et Saint-Amant-de-Boixe. La D 115 qui relie Marsac à Vars traverse la Charente par une série de six ponts construits en 1906.

### Hameaux et lieux-dits
Outre le bourg, Marsac compte un village important : Lagroux au nord. Les autres hameaux et fermes se concentrent autour du bourg et au sud : Ladoux, la Faye, les Guérinauds, Chez Bertit, etc..

### Communes limitrophes
|                       |          | Montignac-Charente |
| Saint-Genis-d'Hiersac | Marsac   | Vars               |
| Asnières-sur-Nouère   | Vindelle |                    |

### Géologie et relief
Le sol de la commune est composé de calcaire datant du Jurassique supérieur (Kimméridgien et Portlandien). Le Portlandien occupe l'ouest de la commune et forme une cuesta qui correspond aussi au versant ouest de la vallée de la Charente, très large au nord d'Angoulême.
On trouve quelques zones de grèzes datant du quaternaire, sur le flanc de cet escarpement entre Grosbot et Ladoux. La vallée même de la Charente est composée d'alluvions, formant parfois une terrasse alluviale plus ancienne comme entre Lagroux et le bourg (sables, graviers siliceux et calcaires). La vallée dans sa partie inondable est constituée d'alluvions plus récentes (limons, argile sableuse, présence de tourbe),,.
La commune de Marsac occupe la rive occidentale et extérieure d'un méandre de la Charente, et est entourée de plateaux relativement hauts, principalement à l'ouest. En aval du bourg, la Charente a creusé dans la rive concave un escarpement nommé Côte de Châtelar.
Le point culminant de la commune est à une altitude de 143 m, situé en limite nord-ouest près de Grosbot. Le point le plus bas est à 35 m, situé le long de la Charente en limite sud-est. Le bourg, situé au pied du coteau, est à environ 45 m d'altitude.

### Hydrographie

#### Réseau hydrographique
La commune est située dans le bassin versant de la Charente au sein du Bassin Adour-Garonne. Elle est drainée par la Charente, la Doux, qui constituent un réseau hydrographique de 10 km de longueur totale,.
La Charente entre Mansle et Angoulême coule dans une large vallée en développant de large méandres. Marsac est limitée à l'est par une de ces boucles. Dans la commune, la Charente se divise en de nombreux bras.
Près de Ladoux, à 0,7 km au nord-ouest du bourg, une résurgence est à l'origine d'un ruisseau, la Doux, qui rejoint la Charente et qui alimentait jadis un moulin.

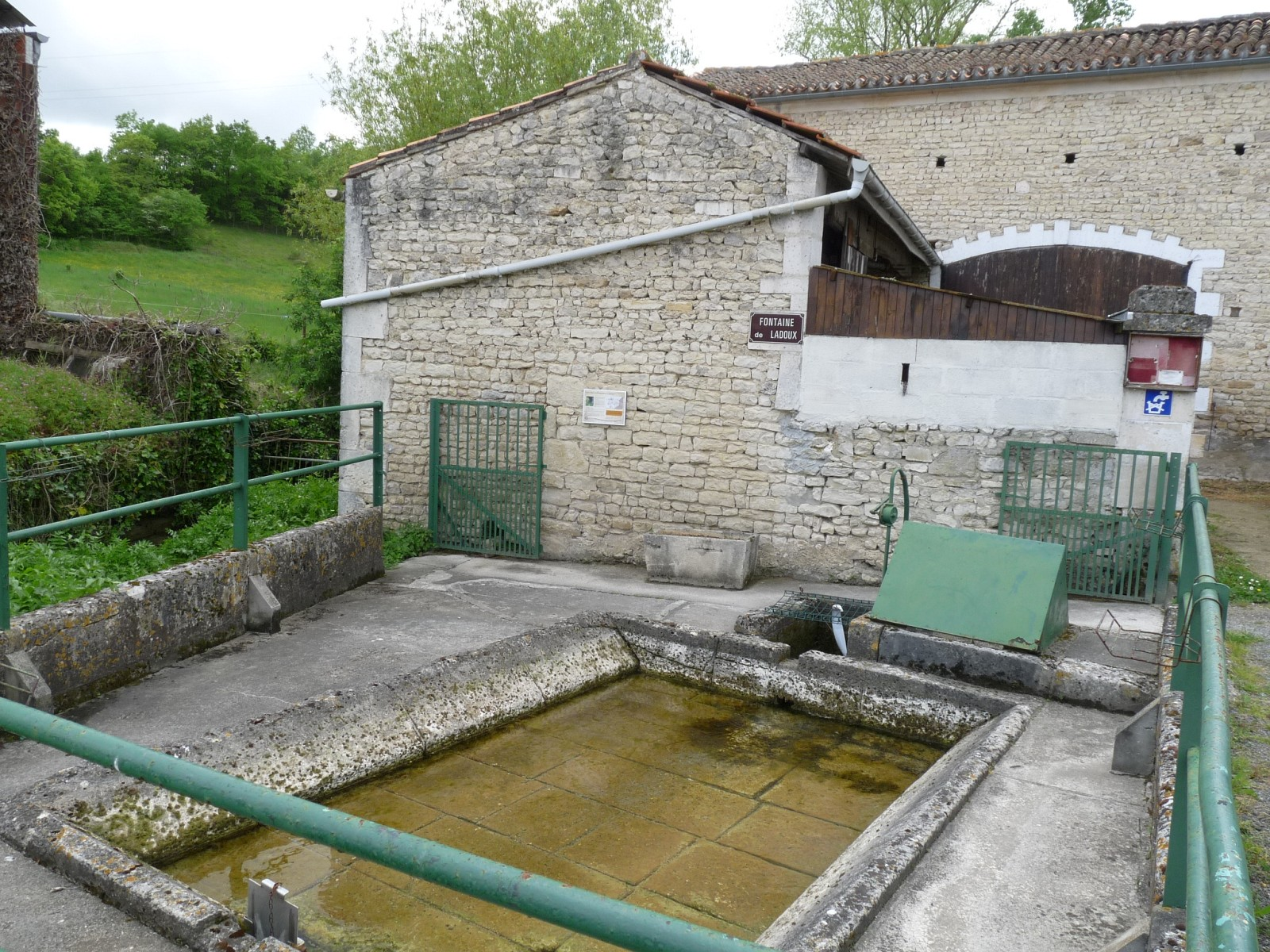
La fontaine de Ladoux (le Cros).
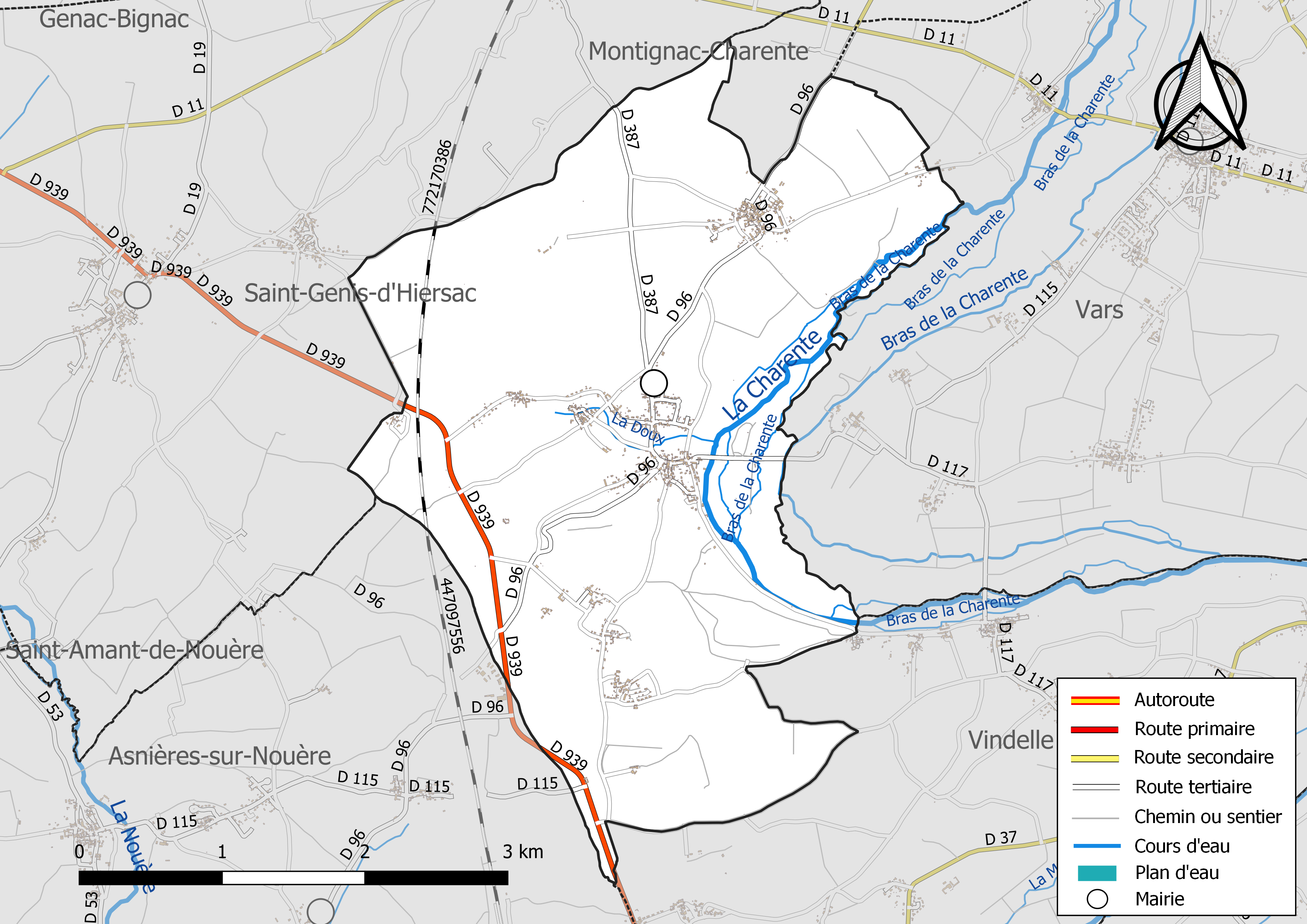
Réseaux hydrographique et routier de Marsac

#### Gestion des eaux
Le territoire communal est couvert par le schéma d'aménagement et de gestion des eaux (SAGE) « Charente ». Ce document de planification, dont le territoire correspond au bassin de la Charente, d'une superficie de 9 300 km2, a été approuvé le 19 novembre 2019. La structure porteuse de l'élaboration et de la mise en œuvre est l'établissement public territorial de bassin Charente. Il définit sur son territoire les objectifs généraux d’utilisation, de mise en valeur et de protection quantitative et qualitative des ressources en eau superficielle et souterraine, en respect des objectifs de qualité définis dans le troisième SDAGE  du Bassin Adour-Garonne qui couvre la période 2022-2027, approuvé le 10 mars 2022.

### Climat
Comme dans les trois quarts sud et ouest du département, le climat est océanique aquitain.

## Urbanisme

### Typologie
Au 1er janvier 2024, Marsac est catégorisée commune rurale à habitat dispersé, selon la nouvelle grille communale de densité à 7 niveaux définie par l'Insee en 2022.
Elle est située hors unité urbaine. Par ailleurs la commune fait partie de l'aire d'attraction d'Angoulême, dont elle est une commune de la couronne,. Cette aire, qui regroupe 94 communes, est catégorisée dans les aires de 50 000 à moins de 200 000 habitants,.

### Occupation des sols
L'occupation des sols de la commune, telle qu'elle ressort de la base de données européenne d’occupation biophysique des sols Corine Land Cover (CLC), est marquée par l'importance des territoires agricoles (90,9 % en 2018), une proportion sensiblement équivalente à celle de 1990 (91,7 %). La répartition détaillée en 2018 est la suivante : 
terres arables (65,5 %), zones agricoles hétérogènes (9,2 %), prairies (8,9 %), cultures permanentes (7,2 %), forêts (5,5 %), zones urbanisées (3,6 %). L'évolution de l’occupation des sols de la commune et de ses infrastructures peut être observée sur les différentes représentations cartographiques du territoire : la carte de Cassini (XVIIIe siècle), la carte d'état-major (1820-1866) et les cartes ou photos aériennes de l'IGN pour la période actuelle (1950 à aujourd'hui).

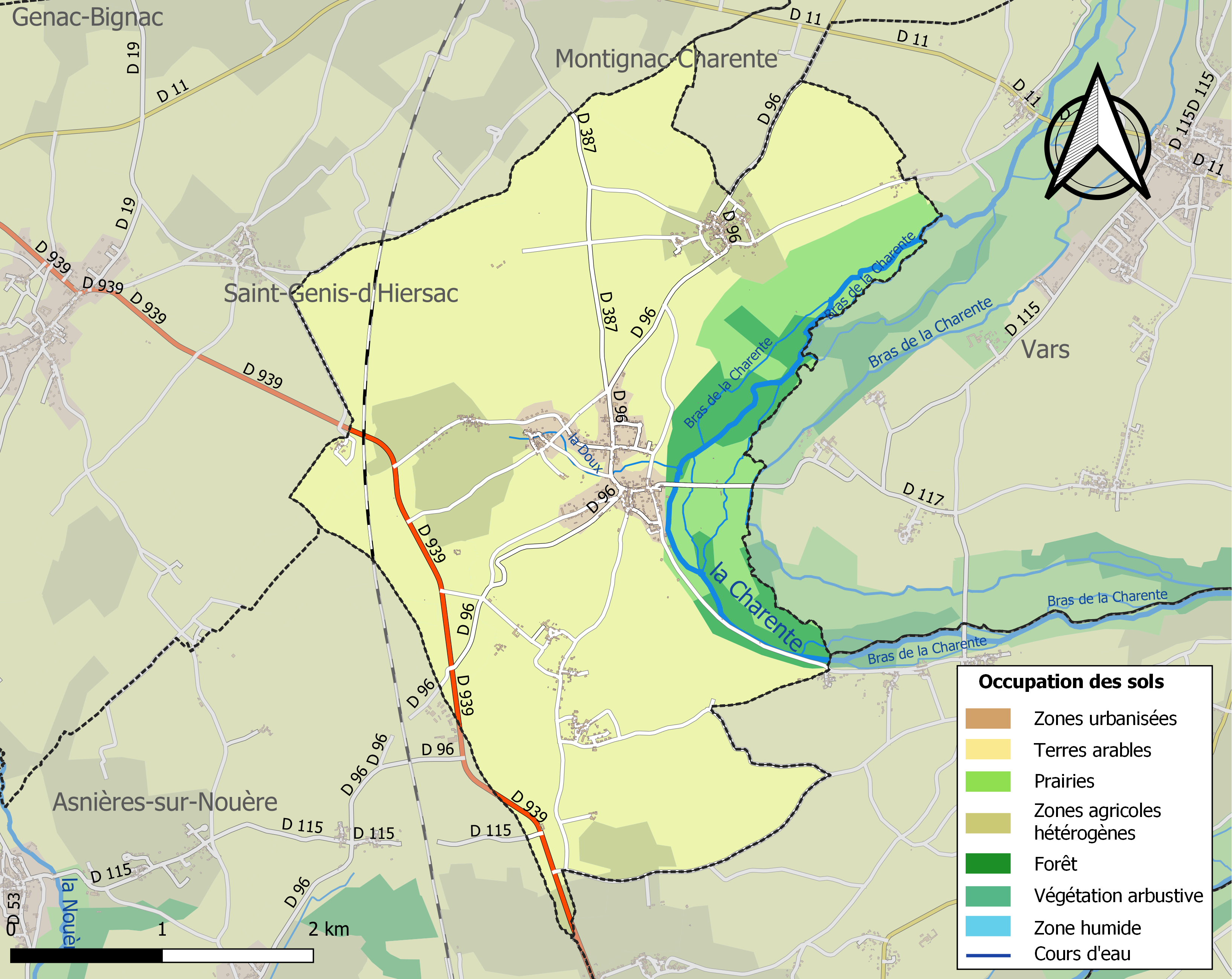
Carte des infrastructures et de l'occupation des sols de la commune en 2018 (CLC).

### Risques majeurs
Le territoire de la commune de Marsac est vulnérable à différents aléas naturels : météorologiques (tempête, orage, neige, grand froid, canicule ou sécheresse), inondations et séisme (sismicité modérée). Il est également exposé à un risque technologique,  le transport de matières dangereuses. Un site publié par le BRGM permet d'évaluer simplement et rapidement les risques d'un bien localisé soit par son adresse soit par le numéro de sa parcelle.

#### Risques naturels
Certaines parties du territoire communal sont susceptibles d’être affectées par le risque d’inondation par débordement de cours d'eau, notamment la Charente. La commune a été reconnue en état de catastrophe naturelle au titre des dommages causés par les inondations et coulées de boue survenues en 1982, 1983, 1993, 1999, 2011, 2012 et 2021,.

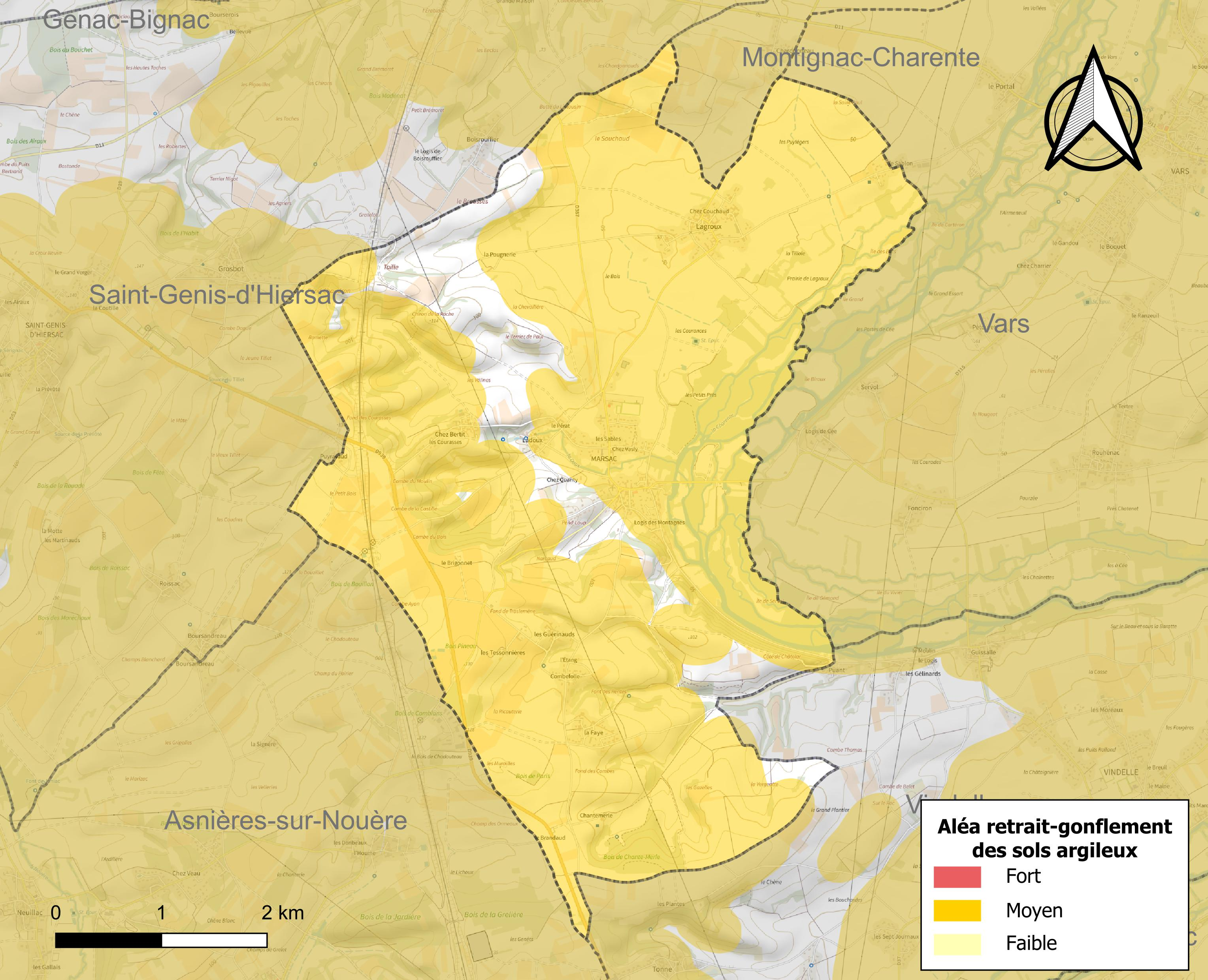
Carte des zones d'aléa retrait-gonflement des sols argileux de Marsac.

Le retrait-gonflement des sols argileux est susceptible d'engendrer des dommages importants aux bâtiments en cas d’alternance de périodes de sécheresse et de pluie. 89,2 % de la superficie communale est en aléa moyen ou fort (67,4 % au niveau départemental et 48,5 % au niveau national). Sur les 385 bâtiments dénombrés sur la commune en 2019,  350 sont en aléa moyen ou fort, soit 91 %, à comparer aux 81 % au niveau départemental et 54 % au niveau national. Une cartographie de l'exposition du territoire national au retrait gonflement des sols argileux est disponible sur le site du BRGM,.
Par ailleurs, afin de mieux appréhender le risque d’affaissement de terrain, l'inventaire national des cavités souterraines permet de localiser celles situées sur la commune.
Concernant les mouvements de terrains, la commune a été reconnue en état de catastrophe naturelle au titre des dommages causés par la sécheresse en 2009 et par des mouvements de terrain en 1999.

#### Risques technologiques
Le risque de transport de matières dangereuses sur la commune est lié à sa traversée par une ou des infrastructures routières ou ferroviaires importantes ou la présence d'une canalisation de transport d'hydrocarbures. Un accident se produisant sur de telles infrastructures est susceptible d’avoir des effets graves sur les biens, les personnes ou l'environnement, selon la nature du matériau transporté. Des dispositions d’urbanisme peuvent être préconisées en conséquence.

## Toponymie
Les formes anciennes sont villa Marciaco en 879, Marciaco, Marchiaco au XIVe siècle.
L'origine du nom de Marsac remonterait à un nom de personne gallo-romain Marcius ou Martius auquel est apposé le suffixe -acum, ce qui correspondrait à Marciacum, « domaine de Marcius »,.

## Histoire
La terre de  Marsac a relevé de l'évêché d'Angoulême du IXe siècle jusqu'à la Révolution.
L'évêché d'Angoulême avait édifié un château fort sur l'une des îles de la Charente, mais, au cours de la guerre de Cent Ans, il fut endommagé et en 1424, le roi de France s'opposa  à sa reconstruction, de peur qu'il ne fût repris par les Anglais. Il n'en reste que le nom de Port du Château conservé par une petite anse du fleuve située en face de cette île.
Les évêques avaient à Marsac un prévôt, dont la charge était conférée en fief. À la fin du XIIe siècle, il y eut un conflit entre les évêques et les prévôts, qui en prenaient trop à leur aise, et un traité conclu en 1212 laissa en fief le nord de la paroisse à ces prévôts, Itier Jourdain et Foucaud de Marsac.
L'évêque d’Angoulême avait eu une maison de campagne dans le bourg. Ces bâtiments, appelés encore l'Évêché, datent en partie du XIVe siècle, mais ont été délaissés dès le XVIe siècle et occupés par une ferme dès le XVIIIe siècle. Ce bâtiment servait aussi à percevoir la dîme due au clergé.
En mai 1626, un régiment logé au bourg et à Lagroux se livra envers la population à des excès de toutes sortes.
En 1686 il y avait 145 feux, des pacages, des noyers et des céréales.

## Administration
| Période | Période  | Identité                          | Étiquette | Qualité                 |
| ------- | -------- | --------------------------------- | --------- | ----------------------- |
| 1809    | 1813     | Jean Dupinie                      |           | Meunier                 |
| 1813    | 1823     | Antoine Aîné Barbot Depeudry      |           | Propriétaire            |
| 1823    | 1828     | Jean Henry Favraud                |           | Propriétaire et avocat  |
| 1828    | 1833     | Jean Lussaud                      |           | Cultivateur             |
| 1833    | 1842     | Jean Henry Favraud                |           | Propriétaire et avocat  |
| 1842    | 1848     | François Guyot                    |           | Propriétaire exploitant |
| 1848    | 1871     | François Boilevin                 |           | Propriétaire exploitant |
| 1871    | 1888     | François le jeune Boilevin        |           | Propriétaire exploitant |
| 1888    | 1899     | Léonide François Anatole Boilevin |           | Cultivateur             |
| 1899    | 1908     | Toussaint Bonnetau                |           | Propriétaire            |
| 1908    | 1913     | François Alcide Boilevin          |           | Propriétaire exploitant |
| 1913    | 1925     | François Chaton                   |           | Propriétaire exploitant |
| 1925    | 1932     | Mexens Chaton                     |           | Propriétaire exploitant |
| 1932    | 1935     | Ader Pierre Charbonnaud           |           | Propriétaire exploitant |
| 1935    | 1942     | François Robert Boilevin          |           | Cultivateur             |
| 1942    | 1944     | Denis Amédé Camille Mousset       |           | Propriétaire exploitant |
| 1944    | 1952     | Jean Alcide Alliat                |           | Propriétaire exploitant |
| 1952    | 1953     | Roger Fouchier                    |           | Cultivateur             |
| 1953    | 1977     | Edmond Lacouture                  |           | Cultivateur             |
| 1977    | 2001     | Jean-Paul Seguin                  | DVG       | Cultivateur             |
| 2001    | 2020     | Jean-Marie Acquier                | SE        | Viticulteur             |
| 2020    | en cours | Jean-Luc Fouchier                 | SE        | Viticulteur             |

## Démographie

### Évolution démographique
L'évolution du nombre d'habitants est connue à travers les recensements de la population effectués dans la commune depuis 1793. Pour les communes de moins de 10 000 habitants, une enquête de recensement portant sur toute la population est réalisée tous les cinq ans, les populations de référence des années intermédiaires étant quant à elles estimées par interpolation ou extrapolation. Pour la commune, le premier recensement exhaustif entrant dans le cadre du nouveau dispositif a été réalisé en 2007.

En 2022, la commune comptait 766 habitants, en évolution de −7,82 % par rapport à 2016 (Charente : −0,48 %, France hors Mayotte : +2,11 %).
| 1793 | 1800 | 1806 | 1821 | 1831 | 1841 | 1846 | 1851 | 1856 |
| ---- | ---- | ---- | ---- | ---- | ---- | ---- | ---- | ---- |
| 756  | 602  | 695  | 817  | 822  | 783  | 800  | 777  | 808  |

| 1861 | 1866 | 1872 | 1876 | 1881 | 1886 | 1891 | 1896 | 1901 |
| ---- | ---- | ---- | ---- | ---- | ---- | ---- | ---- | ---- |
| 823  | 812  | 790  | 770  | 726  | 695  | 617  | 600  | 571  |

| 1906 | 1911 | 1921 | 1926 | 1931 | 1936 | 1946 | 1954 | 1962 |
| ---- | ---- | ---- | ---- | ---- | ---- | ---- | ---- | ---- |
| 540  | 513  | 548  | 456  | 467  | 486  | 468  | 502  | 515  |

| 1968 | 1975 | 1982 | 1990 | 1999 | 2006 | 2007 | 2012 | 2017 |
| ---- | ---- | ---- | ---- | ---- | ---- | ---- | ---- | ---- |
| 505  | 484  | 600  | 708  | 720  | 769  | 777  | 834  | 827  |

| 2022 | - | - | - | - | - | - | - | - |
| ---- | - | - | - | - | - | - | - | - |
| 766  | - | - | - | - | - | - | - | - |

### Pyramide des âges
En 2018, le taux de personnes d'un âge inférieur à 30 ans s'élève à 29,4 %, soit en dessous de la moyenne départementale (30,2 %). À l'inverse, le taux de personnes d'âge supérieur à 60 ans est de 30,2 % la même année, alors qu'il est de 32,3 % au niveau départemental.
En 2018, la commune comptait 402 hommes pour 420 femmes, soit un taux de 51,09 % de femmes, légèrement inférieur au taux départemental (51,59 %).
Les pyramides des âges de la commune et du département s'établissent comme suit.
| Hommes | Classe d’âge | Femmes |
| ------ | ------------ | ------ |
| 0,2    | 90 ou +      | 0,5    |
| 7,5    | 75-89 ans    | 8,4    |
| 21,2   | 60-74 ans    | 22,5   |
| 21,7   | 45-59 ans    | 21,8   |
| 19,2   | 30-44 ans    | 18,2   |
| 15,0   | 15-29 ans    | 12,3   |
| 15,2   | 0-14 ans     | 16,4   |

| Hommes | Classe d’âge | Femmes |
| ------ | ------------ | ------ |
| 1      | 90 ou +      | 2,7    |
| 9,2    | 75-89 ans    | 12     |
| 20,6   | 60-74 ans    | 21,3   |
| 20,7   | 45-59 ans    | 20,3   |
| 16,8   | 30-44 ans    | 16     |
| 15,6   | 15-29 ans    | 13,4   |
| 16,1   | 0-14 ans     | 14,3   |

## Économie
Marsac est une commune rurale agricole avec 130 ha de vignes classées en région délimitée d'appellation d'origine contrôlée cognac, cru Fins Bois, des céréales surtout du maïs irrigué et des élevages de vaches laitières et de porcs.
Quelques producteurs proposent la vente directe de leurs produits, comme le cognac et le pineau des Charentes.
Certains proposent vins de pays et légumes issus de l’agriculture  biologique. D'autres se diversifient en proposant de l’accueil paysan.

## Équipements, services et vie locale

### Enseignement
L'école est un RPI entre Marsac et Montignac. Marsac accueille l'école maternelle avec deux classes et Montignac l'école élémentaire. Le secteur du collège est Saint-Amant-de-Boixe.

### Vie locale
Le bric-à-brac annuel qui a lieu le premier week-end de septembre sur les berges de la Charente autour de la baignade est de renommée nationale, c'est le plus couru de la région et il rassemble une foule d'amateurs sur deux jours. Il réunit un millier d'exposants en moyenne.
Une frairie annuelle a lieu le dernier dimanche de juillet.

## Lieux et monuments

### Patrimoine religieux
L'église paroissiale Saint-Gervais-Saint-Protais date du XIIe siècle. Sa nef unique de trois travées est éclairée par d'étroites fenêtres. L'avant-chœur est surmonté d'une coupole sur pendentifs et d'un clocher. Le chœur est couvert d'une voûte sur croisée d'ogives du XVe siècle qui se termine par un chevet plat. En 1885 la nef a été couverte d'une voûte en berceau.
Elle est inscrite monument historique depuis 1941.

L'église de Marsac
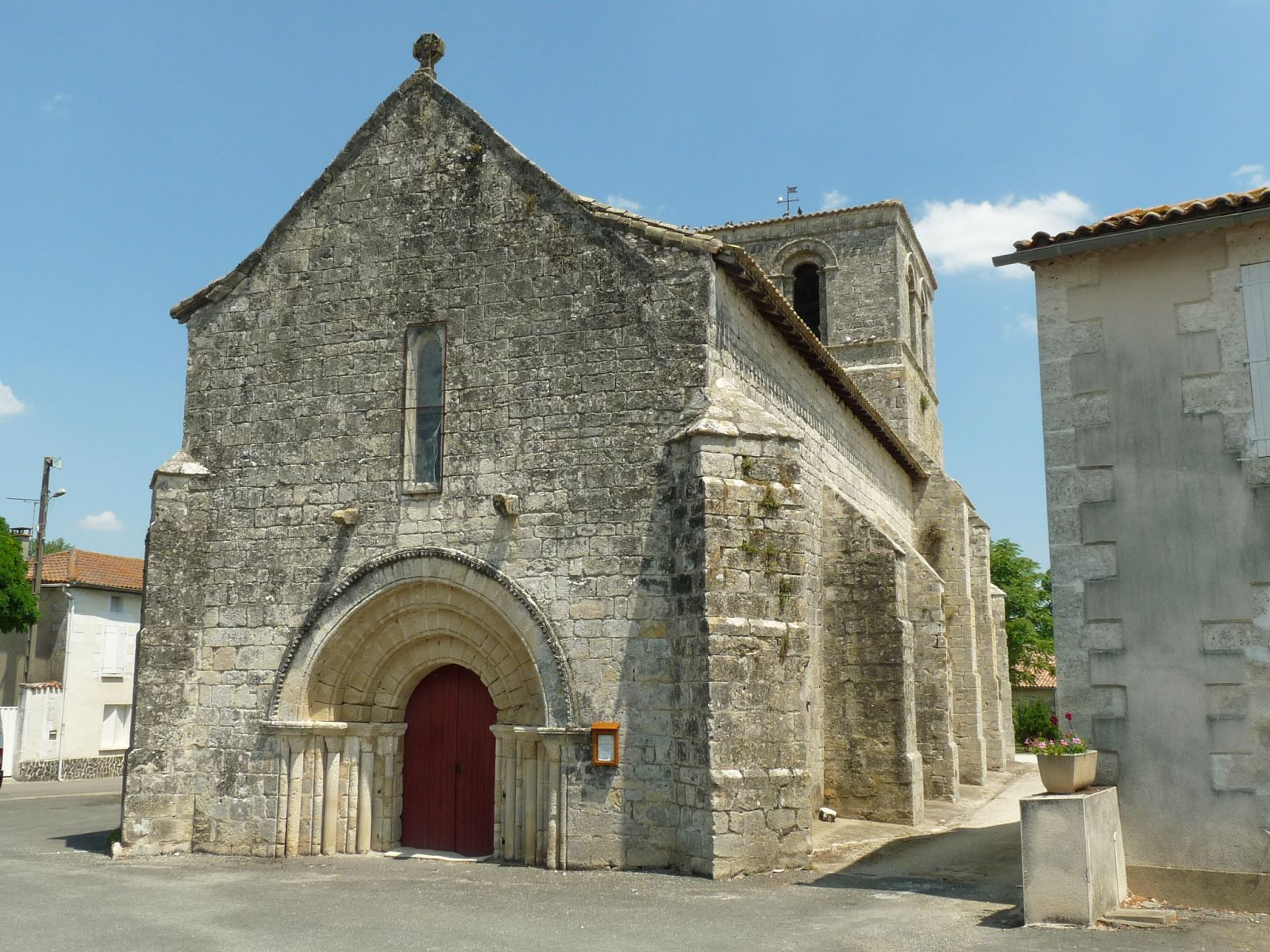
La façade.
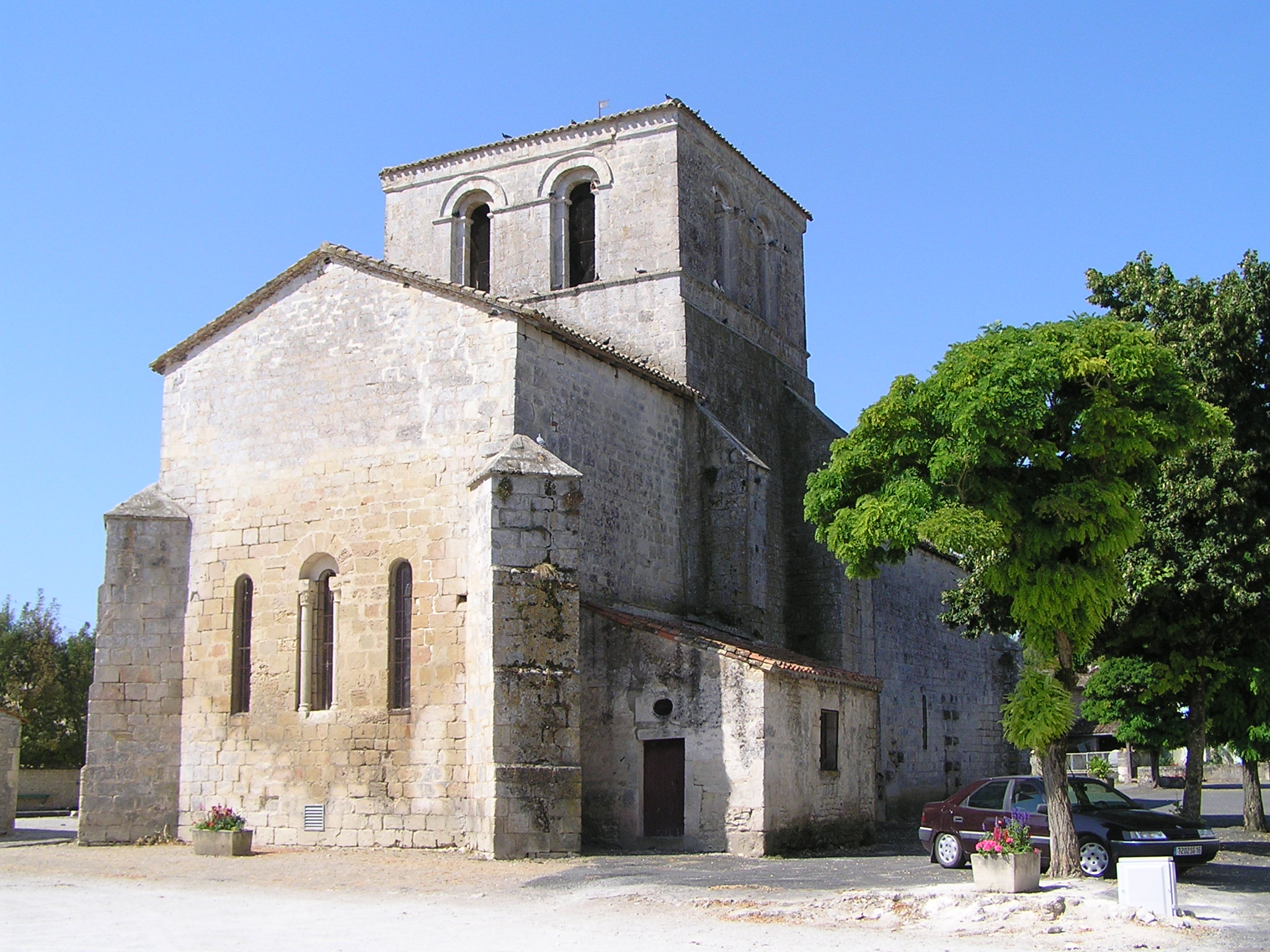
Le chevet et le clocher.

### Patrimoine civil

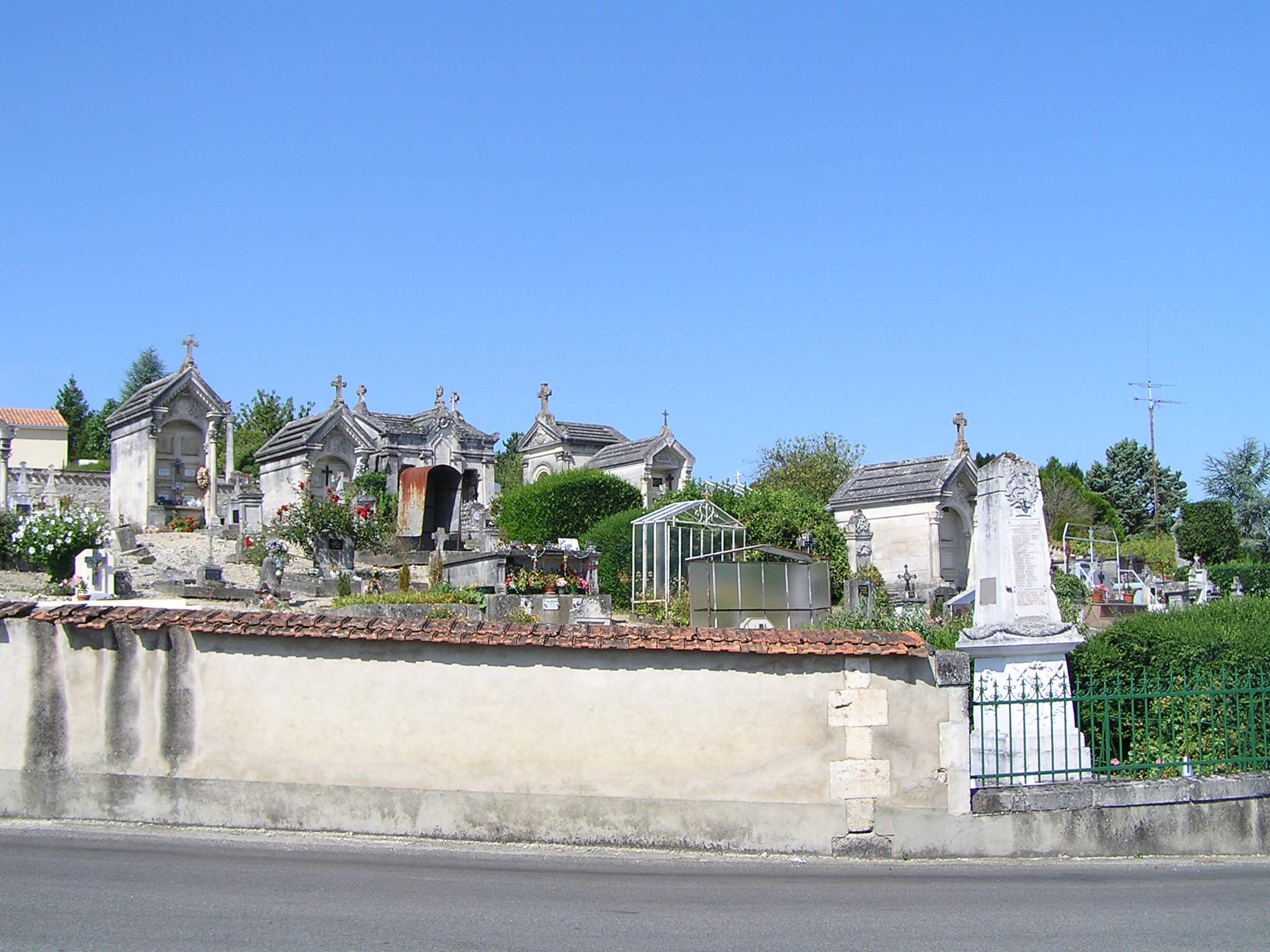
Le monument aux morts devant le cimetière.

Près de la place de l'église, des bâtiments nommés l'Évêché, une des résidences de campagne de l'évêque d'Angoulême, datent en partie du XIVe siècle. Il n'en reste que le mur d'enceinte de la ferme.
La Faye possède encore ses deux lavoirs.
Le monument aux morts pour la France : son élévation est décidée le 22 décembre 1918 lors de la délibération en session extraordinaire du conseil municipal. Le 11 mai 1919, toujours en session extraordinaire du conseil municipal, son emplacement est fixé au côté droit du cimetière communal.

### Patrimoine environnemental
Les rives de la Charente sont en zone Natura 2000 et très fréquentées par les promeneurs et les pêcheurs.
La municipalité a fait l'acquisition d'îles et aménagé l'île du Château et l'île de Labattut avec une passerelle et des aires de pique-nique.

## Héraldique
| Blason | Blasonnement : Parti : d'or à la croix de gueules chargée en abîme d'un écusson d'argent au chef de sable. |